# Tapinopa disjugata
Tapinopa disjugata là một loài nhện trong họ Linyphiidae.
Loài này thuộc chi Tapinopa. Tapinopa disjugata được Eugène Simon miêu tả năm 1884.